# Нёдтвейдт, Йон
Йон Андре́ас Нёдтвейдт (швед. Jon Andreas Nödtveidt; 28 июня 1975, Стрёмстад  — 13 августа 2006, Стокгольм) — шведский музыкант, вокалист и гитарист, а также один из основателей мелодик-блэк-метал группы Dissection.

## Биография
В 1989 году Йон Нёдтвейдт совместно с Петером Палмдалем (Peter Palmdahl) основал группу Dissection, игравшую в жанре мелодик-блэк-метал.
С 1995 года и до конца жизни Нёдтвейдт являлся активным членом организации Misanthropic Luciferian Order (MLO), объединявшим философствующих сатанистов и «черных магов». Свой статус в Ордене Йон определял как «полноправный посвящённый второй ступени» и «жрец Сатаны».
В 1997 году Нёдтвейдт был осуждён за убийство 38-летнего гомосексуала Юсуфа Бен Меддура, выходца из Алжира. Суд признал Нёдтвейдта виновным в убийстве на почве национальной ненависти и гомофобии и приговорён к 10 годам тюремного заключения.
В 2004 году Нёдтвейдт вышел из тюрьмы. Оставаясь активным членом воинствующего сатанинского ордена MLO, он воссоздал группу Dissection, и тексты песен последнего альбома группы отражают многие стороны концепции антикосмического сатанизма ордена.
16 августа 2006 года Йон Нёдтвейдт был найден мёртвым в кругу свечей в своей квартире в Хэсселбю (пригород Стокгольма). Смерть наступила в результате ритуального самоубийства, произведённого с помощью выстрела в голову из пистолета.

## Дискография

### Dissection
Студийные альбомы
- The Somberlain (1993)
- Storm of the Light’s Bane (1995)
- Reinkaos (2006)

Концертные альбомы
- Night's Blood (Live in Oslo 1994)
- Frozen in Wacken (1999)
- Gods of Darkness (2003)
- Live Legacy (2003)
- Live in Stockholm 2004 (2009)
- Live Rebirth (2010)

Сборники
- The Past Is Alive (The Early Mischief)

Демо
- The Grief Prophecy (1991)

Мини-альбомы
- Into Infinite Obscurity (1991, лимитированное издание только на виниле — 1000 копий в мире)
- Where Dead Angels Lie (1996)